# Himerta scutellaris
Himerta scutellaris là một loài tò vò trong họ Ichneumonidae.